# ارنست ژان-ژوزف
ارنست ژان-ژوزف (فرانسوی: Ernst Jean-Joseph‎; ۱۱ ژوئن ۱۹۴۸ – ۱۴ اوت ۲۰۲۰) بازیکن فوتبال اهل هائیتی بود.
وی همچنین در تیم ملی فوتبال هائیتی بازی کرده‌است.